# Zeche (Einheit)
Die Zeche war ein Maß, das bei der Stellung von Bergwerksrechnungen verwendet wurde. Es wurde der Ertrag eine Hochofens oder einer Schmelzhütte in Rechnung gebracht.
Gelegentlich wurden noch einige Kuxe dazu gerechnet, da das die Abgaben an den Eigentümer der Zeche/Boden oder der Gemeinde und oft auch an die Kirche berücksichtigte. Es wurden dann aus 128 Kuxen oft auch 129 oder 130. Es konnten aber auch noch mehr sein.
- 1 Zeche = 4 Schichten = 32 Stämme/Teile = 128 Kuxe[1]
- 4 Kux = 1 Stamm
- 32 Kux = 1 Schicht